# XOSL
xOSL (Extended Operating System Loader) je v informatice název pro zavaděč (bootloader) jádra operačního systému. Jádro je zavaděčem načteno z pevného disku (nebo z diskety) do operační paměti a následně je mu zavaděčem předáno řízení (jádro začne být vykonáváno procesorem počítače). xOSL byl původně vyvíjen Geurtem Vosem.

## Základní popis
xOSL poskytuje grafické uživatelské rozhraní, které umožňuje uživateli nastavení a spouštění počítače do některého z 24 různých operačních systémů. Omezení na 24 systémů je dáno fyzickou velikostí dostupného prostoru. Teoreticky by program mohl podporovat nekonečný počet operačních systémů. xOSL je zavaděč, který se neváže na žádný konkrétní operační systém.
Rozhraní xOSL se instaluje a odinstaluje velmi snadno. Program xOSL představuje velmi malé riziko trvalého poškození stávajících dat. Odebrání programu (resp. přepsání MBR na pevném disku) může být provedeno DOSovým příkazem fdisk (FDISK /MBR). Zavaděč je tak nahrazen generickým DOS zavaděčem. Obecně xOSL sídlí na vlastním diskovém oddílu s FAT32, který vyžaduje méně než 2 MB prostoru, a proto nekoliduje s ostatními daty na disku. Boot sektor na začátku diskového oddílu (nebo na disketě) je možné v DOSu obnovit do generické podoby příkazem SYS.
V systému Windows může být po spuštění do záchranného režimu z instalačního CD/DVD zavaděč xOSL přepsán na generický Windows zavaděč příkazem FIXMBR nebo FIXBOOT.

## Historie
xOSL je volně šiřitelný software pod licencí GPL. Projekt byl vyvinut Geurtem Vosem mezi lety 1999 a 2001. V jeho počáteční tvorbě byl rozložen na čtyři hlavní a dvě menší úpravy. 
Od svého vzniku xOSL verze 1.0.0, podstoupil zásadní změny ve ver. 1.1.0, 1.1.1, 1.1.2 a 1.1.3. Tyto revize přinesly významné změny od jeho předchůdce a byly představeny nové funkce programu. Tyto funkce se pohybovaly od drastického vylepšení uživatelského rozhraní pro lepší kompatibilitu na různých hardwarových platformách. 
XOSL ver. 1.1.4 a 1.1.5 pouze představila vylepšení stávajících funkcí a byly opraveny funkce, které měly být funkční již v jejich předchůdci. Ačkoli jejich zlepšení nebyly významné, přece jen sloužily ke stabilizaci vývoje protokolu, a jsou to nejvíce podobné revize k dnešnímu dni. Tento projekt byl pozastaven a dále se nerozvijí. Poslední verze vyšla v roce 2001, kdy od vývoje bylo upuštěno. xOSL ale zůstal po celou dobu volně ke stažení, dá se použít i pro dnešní operační systémy.

## Další vývoj
Přes absenci aktivního vývoje programu si nadšená komunita uživatelů xOSL začala vyměňovat nápady a projekt žije pomocí Yahoo! skupin a dalších podpůrných stránek na Internetu. Tyto skupiny se staly základem „xOSL Kultury“. xOSL skupiny byly podporovaných dalšími zkušenými členy a xOSL poté získalo úspěch. Časem byly původní xOSL webové stránky zrušeny a to odrazilo na mnoha místech, a to zejména v pokračování vývoje. 
Kult oddaných uživatelů (vývojářů) xOSL ale dal důvěryhodnost k názoru, že budoucí vývoj je nevyhnutelný. Jiné zavaděče, jako LILO a GRUB byly sice dobré a účinné, ale xOSL přežil i přes to, aniž by prošel vývojem nebo vydáním platformy jakéhokoliv druhu. 
Během této doby došlo k velmi málo vylepšením, většina z nich byla poměrně bezvýznamná. Jedno z takových vylepšení dávalo uživateli možnost měnit tapety a obraz, který se zobrazí při startu, a stejně jako většina ostatních revizí, nepřidala do programu další základní funkce. 
Jiné úpravy zahrnovaly překlad xOSL do několika různých jazyků, včetně němčiny, češtiny a francouzštiny.

### xOSL2
V reakci na poptávku po aktualizovaném xOSL, John Marlowe pracoval na vývoji softwaru, který nesl název xOSL2. Projekt přidal podporu CD, což měl ve skutečnosti i xOSL. Vizuálně i funkčně je produkt v zásadě beze změny, kromě spouštěcí obrazovky, která nese logo xOSL2 namísto klasických xOSL. Žádná významná vylepšení nebyla zavedena kromě zjednodušení procesu instalace CD. Vývoj této verze xOSL2 zřejmě přestal a na internetových stránkách již není k dispozici. 

### xOSL-OW
xOSL-OW je Open Watcom port xOSL. xOSL je vyvinut Geurtem Vosem pomocí Borland C++ 3.1, zatímco xOSL-OW je založen na Open Watcom verze 1.8. xOSL-OW Open Watcom Port umožňuje budoucí rozvoj xOSL použitím Open Source vývojářských nástrojů. 
xOSL-OW nemá žádné nové funkce v porovnání s xOSL, ale lepé se přizpůsobuje konkrétnímu hardware počítače. Ve skutečnosti problémy stability s xOSL na některých platformách PC byly důvodem pro přenesení xOSL na Open Watcom. 
Příklady problémů se stabilitou na konkrétní PC hardware jsou: 
- Spuštění Ranish Partition Manager uvnitř xOSL manageru (Ctrl-P), výsledek je že nereaguje klávesnice.
- Zavedení do Smart Boot Manager (použito na podporu bootování z CD/DVD) vyústí v nereagování klávesnice.
- Zavedení Linuxu pomocí xOSL manageru není úspěšné, protože nereaguje klávesnice, důvodem je že po startu manažer xOSL předá řízení procesu zavádění Linuxu.

## Kompatibilní souborové systémy
V současné době je xOSL schopný bootovat různé operační systémy z různých souborových systémů. Patří mezi ně:
- Microsoft Windows:
  - FAT12 (File Allocation Table)
  - FAT16
  - FAT32
  - NTFS (New Technology File System)

- Linux:
  - EXT2
  - EXT3
  - ReiserFS

## Shrnutí vlastností
Mezi důvody proč má xOSL úspěch patří jeho kompaktní rozměry. Jeho primární umístění je v MBR (master boot record), kde se odkazuje na položky na fyzickém pevném disku pro jeho GUI a další funkce. xOSL nevyžaduje žádné další dělení. FAT32 disk, na němž je xOSL umístěn nemusí být na prvním oddíl disku. 
Mezi další vlastnosti patří: 
- Grafické uživatelské rozhraní.
- Kompletní okenní systém s podporou myši a klávesnice.
- Rozlišení až 1600×1200.
- Nastavitelná rychlosti myši.
- Sada barevných schémat.
- Několik možností nastavení barev.
- Heslem chráněná konfigurace bootování a nastavení.
- Volby Restart/Start/Vypnout.

Funkce pro zavedení systému:
- Až 24 spouštěcích položek.
- Podporuje skrývání diskového oddílu systémem Microsoft Windows.
- Ukládání dalších klíčů před startem.
- Automatické bootování (s timeoutem).
- Automatický start posledního operačního systému.
- Ochrana heslem za zaváděcí položkou.
- Boot master boot record na každém disku.
- Bootovat DOSu a Windows 9x z libovolného disku.
- Klávesová zkratka pro spouštěcí položku.
- Podpora pro pevné disky větší než 8 GB.
- Koexistuje s prakticky jakýmkoliv jiným boot manažerem.
- Spustí Ranish Partition Manager 2.38 beta 1.91 (ver. 1.1.5 a vyšší).
- Ochrana MBR před viry.

Vývoj XOSL je téměř úplně závislý na jednotlivých uživatelských příspěvcích a zapojení komunity.